# À ses enfants la patrie reconnaissante
 (octobre 2021).
Si vous disposez d'ouvrages ou d'articles de référence ou si vous connaissez des sites web de qualité traitant du thème abordé ici, merci de compléter l'article en donnant les références utiles à sa vérifiabilité et en les liant à la section « Notes et références ».
À ses enfants la patrie reconnaissante est un téléfilm réalisé par Pierre Kast diffusé en 2015.

## Synopsis
En 1919, Paul, sculpteur, se rend de village en village pour ériger les monuments aux morts qui fleurissent partout dans le pays mais lorsqu'il arrive dans le village d'Aisnay-le-Chateau, les traumatismes de la guerre resurgissent : après tant et tant de monuments aux morts, ce monument sera-t-il enfin celui du retour à la vie ?

## Fiche technique
- Titre : À ses enfants la patrie reconnaissante
- Réalisation : Stéphane Landowski
- 1er assistant : David Hourrègue
- 2e assistant : Cloé Desbois
- Scenario : Stéphane Landowski
- Régisseur général : Harold Benhaïm
- Chef opérateur : Mahdi Lepart
- Chef décorateur : Michel Chêne
- Chef costumière : Madeline Fontaine
- Chef habilleuse : Nolwen Bertrand
- Chef électricien : Joachim Imbard
- Chef Maquilleuse : Bénédicte Trouvé
- Scripte : Pauline Pécheux
- Storyboard : Cécile Muller Philippe Muller
- Musique originale : Mathieu Lamboley
- Photographe de plateau : Sébastien Ruggiero
- Ingénieur du son : Philippe Deschamps
- Montage : Gaël Cabouat
- Musique : Mathieu Lamboley

- Production Fulldawa Productions Varion Productions Flare Film
- Directeurs de Production : Elodie Baradat David Hourrègue Martin Jérôme David Atrakchi Boris Mendza
- Assistante de production : Marie-Astrid Périmony
- Durée : 22 minutes
- Date de tournage : du 4 au 10 novembre 2014 à Sancerre (18) et Ménétréol sous Sancerre (18).
- Date de diffusion :  France : 2015

## Distribution
- Jean-Louis Coulloc'h : Paul Fromentin
- Patrick Descamps : le maire
- Raphaëlle Agogué : Blanche
- Jean-Marie Frin : le père Émile
- Alexis Michalik : Gaston